# Gymnolaena
Gymnolaena là một chi thực vật có hoa trong họ Cúc (Asteraceae).

## Loài
Chi Gymnolaena gồm các loài: